# Друзі мої…
«Друзі мої» (рос. «Друзья мои») — радянський мелодраматичний кіноальманах з чотирьох новел 1973 року, знятий режисерами Олександром Пашовкіним, Аркадієм Кордоном, Всеволодом Плоткіним і Євгеном Гончаровим на кіностудії «Мосфільм».

## Сюжет
Кіноальманах, створенний ВДІКівцями, складається з чотирьох новел («Старий вчитель», «Тихохід», «Тетяна-Борис-Табор», «Чукотський марш»).

### «Старий вчитель»
Розповідь про сільського вчителя, що передав своїм учням знання та любов до рідної природи.

### «Тихохід»
«Тихохід» — так прозвали у селі водія молоковоза. Але цей сором'язливий і мовчазний хлопець, не замислюючись, ризикує своїм життям, щоб запобігти катастрофі.

### «Тетяна-Борис-Табор»
Про старшокласників, захоплених гонками на картингах. Один із підлітків викрадає вантажівку. Слідчий допомагає героєві усвідомити свою провину, не порушуючи кримінальну справу.

### «Чукотський марш»
Керівник студентського будівельного загону — суха та владолюбна людина — отримує від свого вчителя урок доброзичливості та поваги до людей.

## У ролях
- Валентин Нікулін — Олександр Васильович, сільський вчитель («Старий вчитель»)
- Любов Соколова — Мася («Старий вчитель»), чергова залізничним переїздом («Тихохід»)
- Павло Винник — механік із міста («Старий вчитель»)
- Михайло Кислов — Валя Кочнєв («Старий вчитель»)
- Олена Антонова — Таня («Тетяна-Борис-Табор»)
- Олександр Бобишев — Боря («Тетяна-Борис-Табор»)
- Леонід Куравльов — Проворов, інспектор ДАІ («Тетяна-Борис-Табор»)
- Володимир Іванов — Федюня, колгоспний шофер («Тихохід»)
- Геннадій Корольков — Костя, шофер («Тихохід»)
- Ніна Русланова — Зіна, буфетниця («Тихохід»)
- Геннадій Юхтін — Єгорич, ветеринар («Тихохід»)
- Андрій Вертоградов — Сергій Миколайович Громов, вчений, командир будзагону («Чукотський марш»)
- Микола Граббе — Євген Федорович, начальник Громова («Чукотський марш»)
- Світлана Крючкова — дружина Громова («Чукотський марш»)
- Олександр Леньков — студент-художник («Чукотський марш»)
- Інна Макарова — мама Павлика Кисельова («Чукотський марш»)
- Рубен Симонов — Погосян, бородач («Чукотський марш»)
- Олег Чайка — Павло Кисельов («Чукотський марш»)
- Наталія Воробйова — Інна Павлівна, вчителька («Старий вчитель»)
- Олександр Вігдоров — водій зламаної машини («Старий вчитель»)
- Микола Сморчков — водій біля чайної («Тихохід»)
- Катерина Граббе — доярка («Тихохід»)
- Людмила Карауш — відвідувачка чайної («Тихохід»)
- Олена Фетисенко — бешкетна доярка («Тихохід»)
- Михайло Зимін — відвідувач чайної («Тихохід»)
- Д. Спіров — епізод («Тихохід»)
- Антон Рагулін — хлопчик («Тихохід»)
- Олександр Єлисєєв — епізод («Тихохід»)
- Валерій Козинець — шофер («Тетяна-Борис-Табор»)
- Валерій Бондаренко — епізод («Чукотський марш»)
- Олександра Харитонова — телефоністка («Чукотський марш»)
- Микола Маліков — Парфенович, шофер («Старий вчитель»)

## Знімальна група
- Режисери — Олександр Пашовкін, Аркадій Кордон, Всеволод Плоткін, Євген Гончаров
- Сценаристи — Іван Зюзюкін, Валерій Аграновський
- Оператори — Юрій Авдєєв, Євген Гуслинський, Олександр Панасюк, Геннадій Цекавий, Еміль Гулідов
- Композитор — Марк Мінков
- Художники — Семен Ушаков, Сергій Портной, Володимир Філіппов, Євген Черняєв